# الصيار (تعز)
الصيار هي إحدى قرى الجمهورية اليمنية. وهي تتبع جغرافيًا لمحافظة تعز. وإداريًا لمديرية الصلو. يبلغ تعداد سكانها 962 نسمة حسب الإحصاء الذي جرى عام 2004.